# Fox Island School
Die Fox Island School ist eine ehemalige Schule auf Fox Island im  Bundesstaat Washington.
Unter der Referenznummer 87001167 wurde die Schule am 15. Juli 1987 in das National Register of Historic Places aufgenommen.

## Bauwerk
Zu Baubeginn in 1934 wurde jeweils ein Klassenraum für die Klassen 1 bis 4 und 5 bis 8 im Erdgeschoss erstellt. Angegliedert wurden ein Auditorium, das auch als Kantine genutzt wurde und eine Küche. Für Veranstaltung gab es im Auditorium eine Buehne.
Im Kellergeschoss befanden sich die Heizungsanlage und das Lager. Ebenso war ein Raum für die Kinder zum Spielen eingerichtet.
Im Außengelände war ein Baseballfeld und Spielgeräte wurden aufgestellt. Die Scheune wurde als Stellplatz für den Schulbus genutzt.

## Geschichte
Die Fox Island School wurde 1934 unter Zuhilfenahme der Works Progress Administration erbaut.
Zwischen 1943 und 1948 schwankte die Klassengrösse so sehr, dass teilweise nur eine Klasse unterrichtet wurde.
1959 wurde der Fox Island School District #337 dem Peninsula School District zugegliedert.
Die Schule wurde 1961 geschlossen und  zuerst durch ein Gehöft bewirtschaftet und dann durch die Fox Island Community and Recreation Association (FICRA) als Bürgerhaus betrieben. 1981 wurde der Name zu Ehren von Col. Frederick Nichols in Nichols Community Center umbenannt.